# Ignacio Umaña de Brigard
Ignacio Umaña de Brigard (Bogotá, 23 de noviembre de 1921-ibidem, 26 de noviembre de 2004) fue un ingeniero, empresario, político y diplomático colombiano de ascendencia francesa , miembro del Partido Liberal Colombiano.
Umaña fue un destacado empresario, siendo el fundador del famoso conglomerado Grupo Colombia; también era miembro de la Asociación Nacional de Instituciones Financieras (ANIF) de la que también eran miembros Luis Carlos Sarmiento Angulo y Jaime Michelsen Uribe.
como ingeniero destacó en su rama, siendo Presidente del Colegio Máximo y de la Sociedad Colombiana de Ingenieros; y fue profesor en la Escuela Colombiana de Ingeniería Julio Garavito, de la que fue uno de sus benefactores fundadores y presidió hasta su fallecimiento. Uno de los edificios de aulas de dicha universidad lleva el nombre de Ignacio Umaña de Brigard.
Como político fue gobernador del departamento de Cundinamarca, en los años 50 durante la dictadura de Rojas Pinilla, y de 1968 a 1969, durante el Frente Nacional. A principios de los años 80 fue embajador de Colombia en México, regresando al cargo a finales de la misma década.

## Biografía
Ignacio Umaña de Brigard nació en Bogotá, el 23 de noviembre de 1921, en el seno de una familia de la aristocracia local. Según fuentes, Umaña habría nacido en la Hacienda Tequendama, propiedad de su familia, que actualmente está ubicada en la jurisdicción del municipio de Soacha.

### Primera Gobernación de Cundinamarca (1954-1955)
Siendo presidente de Acerías Paz del Río, Umaña fue nombrado Gobernador de Cundinamarca por el presidente de facto, el general Gustavo Rojas Pinilla.
Entre los hechos importantes de su gestión se recuerda el incidente de la Plaza de Toros de Santamaría, pues según María Eugenia Rojas, la hija del general, ella y Umaña recorrieron los hospitales de la ciudad, buscando a los heridos y muertos de la jornada, búsqueda que supuestamente fue infructuosa, pese a lo que reportó la prensa de la época.
En 1954, el departamento de Cundinamarca perdió 6 de sus municipiosː Bosa, Fontibón, La Calera, Suba, Usaquén y Usme, los cuales fueron anexados a Bogotá; lo anterior con el beneplácito de Umaña, ya que desde 1946, se busca fortalecer la administración de los recursos de la ciudad, y convertirla en distrito capital.
En 1957, Umaña fue uno de los promotores del establecimiento de una Junta Militar, para reemplazar al general Rojas, quien renunció a la presidencia el 10 de mayo de 1957.

### Segunda Gobernación de Cundinamarca (1968-1969)
En septiembre de 1968, durante el Frente Nacional, el presidente Carlos Lleras Restrepo nombró a Umaña como gobernador de Cundinamarca, ocupando por segunda vez el cargo. En cierto momento del año 1969, entró en controversia con la ex primera dama, Bertha Hernández de Ospina, la esposa del expresidente Mariano Ospina Pérez.

### Grupo Colombia
A mediados de los años 70, Umaña fundó una compañía de seguros, que dio origen al famoso conglomerado Grupo Colombia (no confundir con el Grupo Grancolombiano, de Jaime Michelsen Uribe). El conglomerado llegó a tener 60 empresas, entre ellas el Banco Nacional y la Financiera Furatena.
En septiembre de 1978, Umaña vendió su conglomerado al empresario antioqueño Félix Correa Maya y a sus socios Octavio Martínez y Darío Correa, por un valor entre $500 y 600 millones de pesos de la época (de acuerdo con las fuentes). Pese a la venta de la propiedad, Umaña siguió siendo presidente del grupo a cambio de algunas prevendas, hasta 1981, cuando renunció.

##### Crisis económica de 1982
A principios del gobierno del conservador Belisario Betancur, los grandes conglomerados, Grupo Grancolombiano y Grupo Colombia, comenzaron a desmoronarse. En el caso del Grupo Colombia, éste venía acumulando cartera durante algunos años hasta que la situación generó pánico entre sus ahorradores, y derivó en el retiro de los ahorros de entidades como el Banco Nacional, causándose el descalabro financiero del conglomerado.

#### Embajador en México
A finales de los años 80, Umaña fue nombrado embajador de Colombia en México por el presidente liberal Virgilio Barco.

### Filantropía
A finales de los años 60, fue presidente de Colegio Máximo de las Academias Colombianas (CMAC), del cual fue uno de sus fundadores.
En 1979, Umaña fue uno de los socios fundadores de la entidad Fundación Solidaridad por Colombia, cuya presidente fue hasta entrada la segunda década del siglo XX, la entonces primera dama de Colombia, Nydia Quintero, esposa del entonces presidente Julio César Turbay.

## Familia
Ignacio Umaña de Brigard era miembro de varias familias de la aristocracia bogotana, con importante influencia en las decisiones políticas de su país. Descendiente por línea directa del prócer de la independencia Antonio Nariño y de Enrique Umaña Barragan.
Sus padres eran Jorge Umaña Umaña y de Margarita de Brigard Gómez, siendo el quinto de seis hijos; eran sus hermanos Enrique, Jaime, Ernesto, Margarita y Bernardo Umaña de Brigard. 
Su padre era bisnieto del científico, abogado, ilustrado y prócer de la independencia de Colombia, Enrique Umaña Barragán.
Su segundo hermano, Jaime, se casó con Lucía Caro Tanco, hija del banquero Julio Caro de Narváez, nieta del expresidente Miguel Antonio Caro, y bisnieta del poeta y político José Eusebio Caro, cofundador del Partido Conservador Colombiano. Caro era también sobrina de Margarita Caro, primera dama de Colombia de 1888 a 1892 (por su matrimonio con Carlos Holguín); y prima de Álvaro, Hernando, Clemencia y Margarita Holguín Caro.
Su hermana Margarita Umaña se casó con Enrique Carrizosa Argáez; su hermano Enrique con Cristina Blanche.
El tercero de sus hermanos, Ernesto, se casó con Elena Carrizosa Pombo, tataranieta de Zenón de Pombo, y sobrina tataranieta de Lino de Pombo, el padre del poeta Rafael Pombo (quien era tío bisabuelo de Elena).

### Matrimonio y descendencia
Ignacio se casó en dos ocasiones. Su primera esposa fue Fanny Mallarino Dávila, nieta del expresidente Manuel María Malllarino y de María Mercedes Cabal. Con Mallarino, Umaña se casó el 21 de diciembre de 1946, teniendo a su hijos Juan Pablo Umaña Mallarino, Laura Umaña Mallarino y María Victoria Umaña Mallarino.
Su segunda esposa, Consuelo Escobar Restrepo, no le dio descendencia.

## Obras
- Anales de ingeniería (1969).
- Desinstitucionalización Financiera (1980).